# Hertford Heath
Hertford Heath est une paroisse civile et un village du Hertfordshire, en Angleterre.